# Le Comique
Le Comique est une pièce de théâtre de Pierre Palmade créée en 2008.

## Argument
Pierre Mazar, un comique ayant eu pas mal de succès par le passé, doit présenter son nouveau spectacle dans quelques semaines. Problème, il mène une vie plus que débridée avec tous les soirs entre autres alcool et plans cul, en faisant les choux gras de la presse people, et n'a toujours pas écrit une ligne.

## Distribution
- Pierre Palmade : Pierre Mazar
- Delphine Baril : Delphine Mazar
- Anne-Élisabeth Blateau : Babeth
- Noémie de Lattre : Noémie Rivière
- Bilco : Alexis Aben
- Sébastien Castro : M. Gaudin
- Jean Leduc : Jean Dumas
- Arnaud Tsamere : Arnaud Pelletier

## Distinction
- 2009 : Nomination à la Nuit des Molières pour le Molière de la pièce comique